# Sandalolitha africana
Sandalolitha africana är en korallart som beskrevs av Veron 2002. Sandalolitha africana ingår i släktet Sandalolitha och familjen Fungiidae. Inga underarter finns listade i Catalogue of Life.